# Nový rybník (Mikulov)
Nový rybník u Mikulova je rybník o rozloze 31 hektarů na potoce Včelínku v okrese Břeclav. Leží v katastrálním území Mikulov, při železniční trati Břeclav – Znojmo a má charakter podkovy ohraničující ze severu vyvýšeninu Tichý ostrov s letohrádkem Portz. 

## Historie
Nový rybník existuje v severní části bývalého rybníka Portz (také zvaného Leh), jenž měl rozlohu 96,11 ha. Tento rybník, jehož původní německý název Lehteich znamenal "Rybník u kopce", obklopoval Tichý ostrov (také zvaný Portz-Insel), přičemž zasahoval až k současné státní hranici s Rakouskem. 
K ostrovu byl ve 30. letech 17. století postaven 15obloukový cihlový most, dlouhý téměř 100 metrů. Do 19. století přibližně středem původního rybníka, jakož i Tichým ostrovem, procházela zemská hranice Moravy a Dolních Rakous, přičemž dříve dolnorakouská část rybníka tehdy náležela ke katastrům obcí Drasenhofen a Steinebrunn (tehdy psáno Stainabrunn). Cihlový most patřil tehdy k dolnorakouské části rybníka. Roku 1826 pak došlo k posunu zemské hranice na jižní hranici původního rybníka, čímž se celý ostrov i most ocitnuly na Moravě .  
Roku 1855 došlo k vypuštění rybníka, jeho vysušení a následnému rozparcelování. Poté byla roku 1872 jižně od letohrádku přes bývalý rybník a ostrov (po náspu, resp. v zářezu) vybudována železniční trať spojující Znojmo s Břeclaví. 
Před rokem 1954 pak byl na severní části bývalého rybníka Portz napuštěn současný Nový rybník. Jižní část bývalého rybníka byla postupně zanesena naplaveninami. Cihlový most, který se zrušením původního rybníka ztratil svoji původní funkci, byl zanesen tak, že zůstal vidět jen krátký úsek jeho nejvyšší části. V rámci projektu programu Interreg V-A Rakousko - Česká republika 2014-2020 proběhla v letech 2019 a 2020 obnova mostu, která mu vrátila původní vzhled.

## Galerie

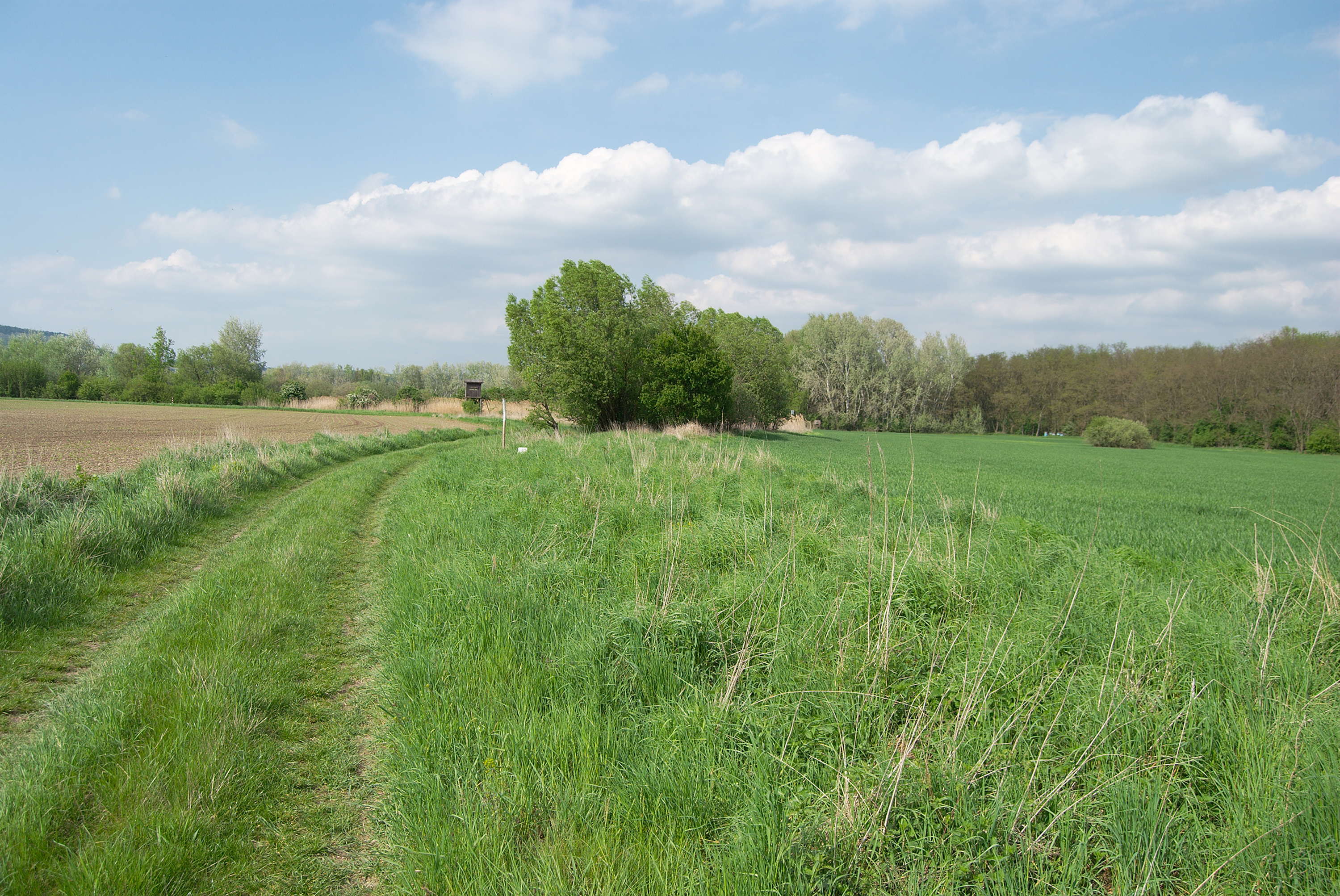
Jižní hráz zaniklého rybníka Portzteich, po níž zároveň prochází státní  hranice s Rakouskem
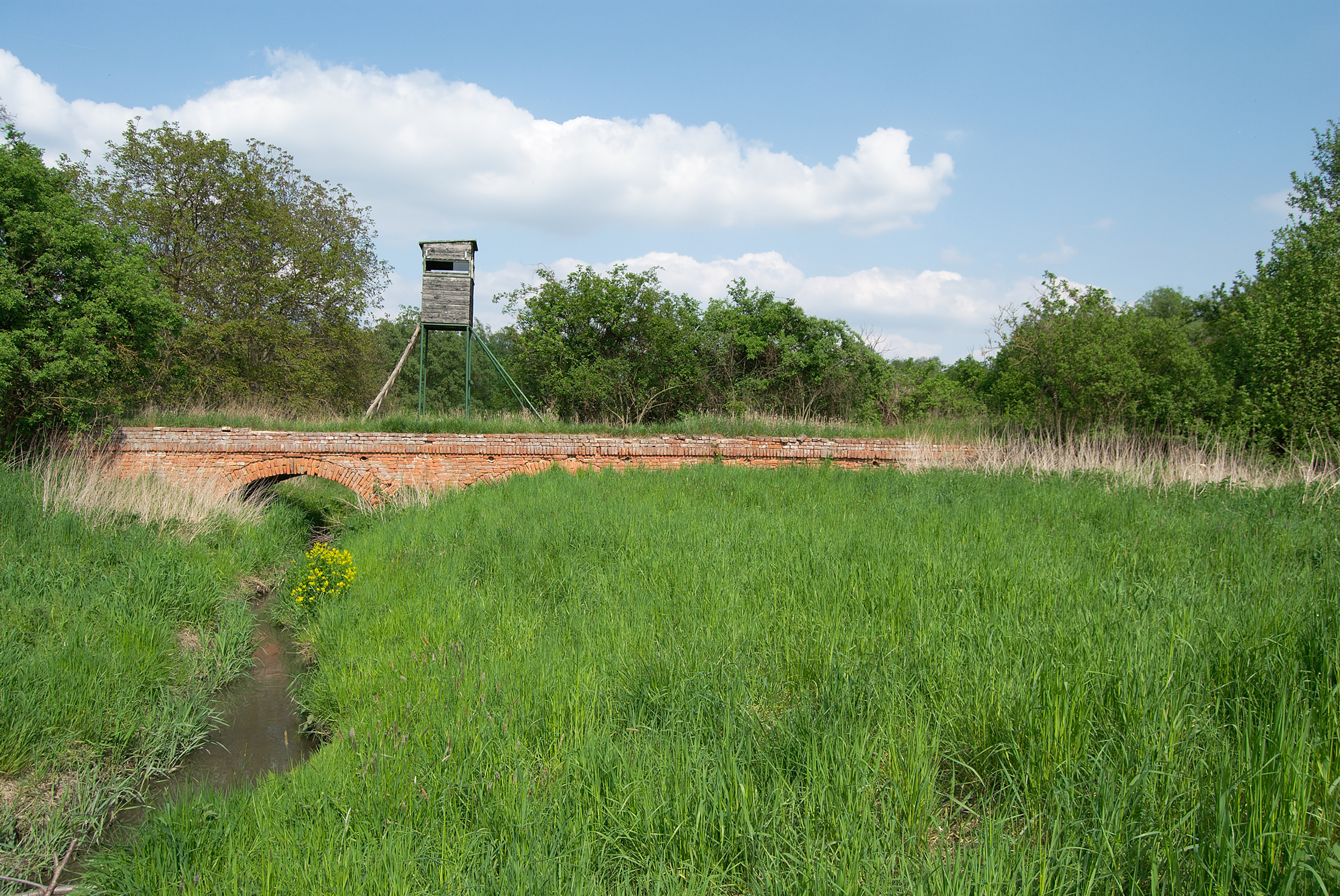
Cihlový most k Tichému ostrovu, stav 2014
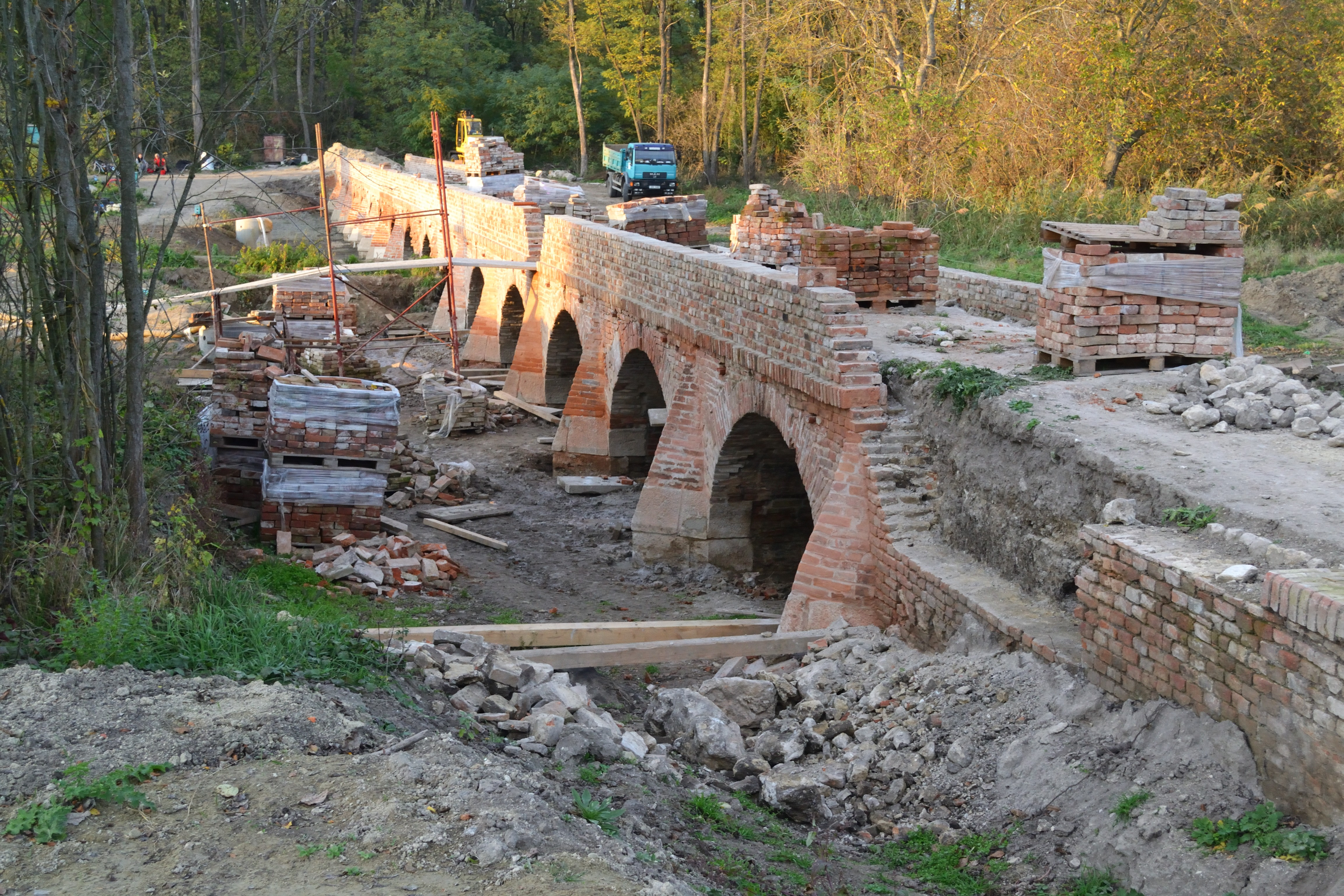
rekonstrukce mostu, říjen 2019